# Протиперевантажувальний костюм

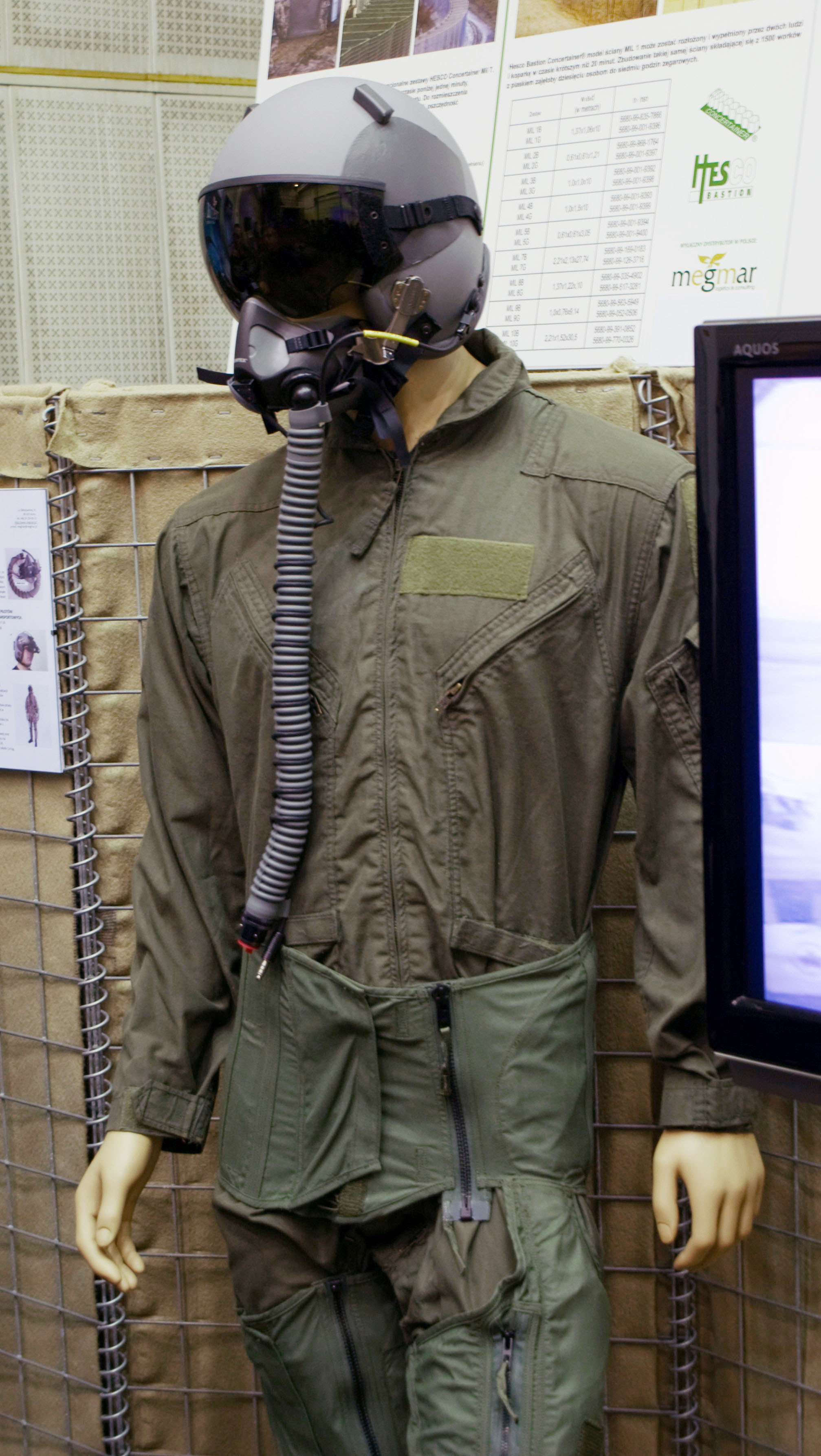
MSF830 Anti-G Suit

Протиперевантажувальний костюм — різновид льотного спорядження, який призначений для підвищення стійкості організму до впливу перевантажень; являє собою одяг типу комбінезону, конструкція якого передбачає можливість створення зовнішнього тиску з метою протидії зміщенню крові у судини нижніх кінцівок та живота.